# Federació Catalana d'Esperantistes
La Federació Catalana d'Esperantistes (esperanto: Kataluna Esperantista Federacio, KEF) fou una entitat fundada el 1910 i desapareguda el 1939, arran de la Guerra Civil, que agrupava els esperantistes de Catalunya i Mallorca. Editava el butlletí Kataluna Esperantisto, celebrava els Jocs Florals Internacionals i va instigar l'edició de la Kataluna Antologio, coordinada per Jaume Grau Casas. El 1928 el governador de Barcelona, general Milans del Bosch, va exigir treure la denominació «catalana» de l'entitat i que aquesta passés a formar part de l'organització esperantista espanyola, al mateix temps que multava el president de la Federació, Delfí Dalmau. Els membres, però, reunits en el congrés de Vinaròs, van rebutjar les exigències i van decidir suspendre el funcionament de l'associació, que no es va reprendre fins al 1930. El 1980 va fundar-se l'Associació Catalana d'Esperanto, continuadora de l'activitat de l'antiga Federació.